# Намешнадудвар
Намешнадудвар (мађ. Nemesnádudvar) је село у Мађарској, јужном делу државе. Село управо припада Бајском срезу Бач-Кишкунске жупаније, са седиштем у Кечкемету.

## Природне одлике
Насеље Намешнадудвар налази у крајње јужном делу Мађарске. Најближи већи град је Баја.
Насеље се налази у мађарском Подунављу. Подручје око насеља је равничарско (Панонска низија), приближне надморске висине око 100 m.

## Становништво
Према подацима из 2013. године Намешнадудвар је имао 1.874 становника. Последњих година број становника опада.
Претежно становништво у насељу су Мађари римокатоличке вероисповести. До средине 20. века претежно становништво су били Немци, којих и данас има у значајном броју (око 25%).